# Liste der Bodendenkmäler in Vilsbiburg
Auf dieser Seite sind die Bodendenkmäler in der niederbayerischen Stadt Vilsbiburg zusammengestellt. Diese Tabelle ist eine Teilliste der Liste der Bodendenkmäler in Bayern. Grundlage ist die Bayerische Denkmalliste, die auf Basis des Bayerischen Denkmalschutzgesetzes vom 1. Oktober 1973 erstmals erstellt wurde und seither durch das Bayerische Landesamt für Denkmalpflege geführt wird. Die folgenden Angaben ersetzen nicht die rechtsverbindliche Auskunft der Denkmalschutzbehörde.

## Bodendenkmäler in Vilsbiburg

### Bodendenkmäler in der Gemarkung Frauensattling
| Lage                      | Objekt | Akten-Nr.     | Bild |
| ------------------------- | --- | ------------- | ---- |
| Frauensattling (Standort) | Verebneter Burgstall des Mittelalters: Burgstall Frauensattling und Burg Braunsberg (Vilsbiburg) | D-2-7540-0072 |      |
| Frauensattling (Standort) | Untertägige mittelalterliche und frühneuzeitliche Befunde im Bereich der abgegangenen Burg Lichtenburg, darunter Spuren von Nebengebäuden, Vorgängerbauten bzw. älterer Bauphasen.                                                                                              | D-2-7540-0073 |      |
| Frauensattling (Standort) | Turmhügel des Mittelalters. | D-2-7540-0074 |      |
| Frauensattling (Standort) | Frühmittelalterliche Wallanlage: Wallanlage Frauensattling und Abschnittsbefestigung Streifenöd | D-2-7540-0075 |      |
| Frauensattling (Standort) | Siedlung der Linear- und Stichbandkeramik/Gruppe Oberlauterbach (Südostbayerisches Mittelneolithikum), der Münchshöfener Gruppe, des Spätneolithikums (Altheimer Gruppe), der Metallzeiten, unter anderem der Bronzezeit und der Urnenfelderzeit sowie der (späten) Latènezeit. | D-2-7540-0076 |      |
| Frauensattling (Standort) | Siedlung der Linearbandkeramik und der Metallzeiten. | D-2-7540-0077 |      |
| Frauensattling (Standort) | Siedlung des Neolithikums, unter anderem des Mittelneolithikums (Stichbandkeramik/Gruppe Oberlauterbach), der Münchshöfener und Altheimer Gruppe, des Endneolithikums, sowie der Latènezeit.                                                                                    | D-2-7540-0078 |      |
| Frauensattling (Standort) | Siedlung des Neolithikums. | D-2-7540-0083 |      |
| Frauensattling (Standort) | Siedlung vor- und frühgeschichtlicher Zeitstellung. | D-2-7540-0085 |      |
| Frauensattling (Standort) | Verebnetes Grabenwerk vor- und frühgeschichtlicher Zeitstellung. | D-2-7540-0086 |      |
| Frauensattling (Standort) | Verebnete Grabhügel vorgeschichtlicher Zeitstellung. | D-2-7540-0103 |      |
| Frauensattling (Standort) | Siedlung metallzeitlicher Zeitstellung. | D-2-7540-0108 |      |
| Frauensattling (Standort) | Siedlung des Neolithikums. | D-2-7540-0115 |      |
| Frauensattling (Standort) | Siedlung des Neolithikums. | D-2-7540-0117 |      |
| Frauensattling (Standort) | Siedlung vorgeschichtlicher und mittelalterlicher Zeitstellung. | D-2-7540-0119 |      |
| Frauensattling (Standort) | Siedlung des Mittelalters und der Neuzeit. | D-2-7540-0198 |      |
| Frauensattling (Standort) | Untertägige mittelalterliche und frühneuzeitliche Befunde im Bereich der Katholischen Kirche Mariä Heimsuchung und ihrer Vorgängerbauten in Frauensattling. Siehe auch: Mariä Heimsuchung (Frauensattling)                                                                      | D-2-7540-0209 |      |
| Frauensattling (Standort) | Untertägige mittelalterliche und frühneuzeitliche Befunde im Bereich der Katholischen Kirche St. Stephan und ihrer Vorgängerbauten mit zugehörigem Friedhof in Solling. Siehe auch: St. Stephan (Solling)                                                                       | D-2-7540-0222 |      |
| Frauensattling (Standort) | Siedlung vorgeschichtlicher und neolithischer Zeitstellung, unter anderem der Linearbandkeramik und des Mittelneolithikums. | D-2-7540-0242 |      |
| Frauensattling (Standort) | Siedlung vorgeschichtlicher und neolithischer Zeitstellung, unter anderem der Altheimer Gruppe. | D-2-7540-0248 |      |

### Bodendenkmäler in der Gemarkung Gaindorf
| Lage                | Objekt | Akten-Nr.     | Bild |
| ------------------- | --- | ------------- | ---- |
| Gaindorf (Standort) | Frühmittelalterlicher Ringwall. | D-2-7539-0071 |      |
| Gaindorf (Standort) | Siedlung des Neolithikums, unter anderem der Linear- und Stichbandkeramik und der Gruppe Oberlauterbach.                                                                                                   | D-2-7539-0072 |      |
| Gaindorf (Standort) | Verebneter Burgstall des Mittelalters. | D-2-7539-0073 |      |
| Gaindorf (Standort) | Siedlung des Neolithikums, der Bronzezeit/Urnenfelderzeit und der Latènezeit. | D-2-7539-0081 |      |
| Gaindorf (Standort) | Mittelalterlich/neuzeitlicher Erdstall. | D-2-7539-0084 |      |
| Gaindorf (Standort) | Siedlung des Neolithikums, unter anderem der Linearbandkeramik und der Münchshöfener Gruppe, der Latènezeit sowie des Mittelalters.                                                                        | D-2-7539-0088 |      |
| Gaindorf (Standort) | Siedlung des Neolithikums. | D-2-7539-0089 |      |
| Gaindorf (Standort) | Siedlung des Neolithikums. | D-2-7539-0090 |      |
| Gaindorf (Standort) | Siedlung des Neolithikums, unter anderem der Linearbandkeramik. | D-2-7540-0089 |      |
| Gaindorf (Standort) | Siedlung vor- und frühgeschichtlicher Zeitstellung. | D-2-7540-0090 |      |
| Gaindorf (Standort) | Untertägige mittelalterliche und frühneuzeitliche Befunde im Bereich der Katholischen Kirche Mariä Himmelfahrt und ihrer Vorgängerbauten in Frauenhaarbach. Siehe auch: Mariä Himmelfahrt (Frauenhaarbach) | D-2-7540-0207 |      |
| Gaindorf (Standort) | Untertägige mittelalterliche und frühneuzeitliche Befunde im Bereich der Katholischen Pfarrkirche St. Peter und ihrer Vorgängerbauten in Gaindorf. Siehe auch: St. Peter (Gaindorf)                        | D-2-7540-0211 |      |
| Gaindorf (Standort) | Untertägige mittelalterliche und frühneuzeitliche Befunde im Bereich der Katholischen Kirche St. Nikolaus und ihrer Vorgängerbauten in Herrnfelden. Siehe auch: St. Nikolaus (Herrnfelden)                 | D-2-7540-0215 |      |
| Gaindorf (Standort) | Siedlung vorgeschichtlicher Zeitstellung, unter anderem der Latènezeit. | D-2-7540-0247 |      |

### Bodendenkmäler in der Gemarkung Haarbach
| Lage                | Objekt | Akten-Nr.     | Bild |
| ------------------- | --- | ------------- | ---- |
| Haarbach (Standort) | Siedlung neolithischer Zeitstellung, unter anderem des Jungneolithikums (Altheimer Gruppe), sowie der Bronzezeit oder Urnenfelderzeit.                                                                                       | D-2-7539-0074 |      |
| Haarbach (Standort) | Siedlung der Linearbandkeramik und der Münchshöfener Gruppe. | D-2-7539-0075 |      |
| Haarbach (Standort) | Verebneter Grabhügel vorgeschichtlicher Zeitstellung. | D-2-7539-0076 |      |
| Haarbach (Standort) | Siedlung vor- und frühgeschichtlicher Zeitstellung. | D-2-7539-0078 |      |
| Haarbach (Standort) | Untertägige mittelalterliche und frühneuzeitliche Befunde im Bereich des abgegangenen Hofmarksschlosses in Haarbach, darunter Spuren von Nebengebäuden, Vorgängerbauten bzw. älterer Bauphasen. Siehe auch: Schloss Haarbach | D-2-7539-0164 |      |
| Haarbach (Standort) | Untertägige frühneuzeitliche Befunde im Bereich der Katholischen Kirche St. Michael und ihrer Vorgängerbauten in Haarbach. Siehe auch: St. Michael (Haarbach)                                                                | D-2-7539-0165 |      |
| Haarbach (Standort) | Untertägige mittelalterliche und frühneuzeitliche Befunde im Bereich der Katholischen Kirche St Martin und ihrer Vorgängerbauten in Tattendorf. Siehe auch: St. Martin (Tattendorf)                                          | D-2-7539-0169 |      |
| Haarbach (Standort) | Untertägige mittelalterliche und frühneuzeitliche Befunde im Bereich der Katholischen Kirche St. Vitus und ihrer Vorgängerbauten in Motting. Siehe auch: St. Vitus (Motting)                                                 | D-2-7539-0171 |      |

### Bodendenkmäler in der Gemarkung Lichtenhaag
| Lage                   | Objekt                                                                                | Akten-Nr.     | Bild |
| ---------------------- | ------------------------------------------------------------------------------------- | ------------- | ---- |
| Lichtenhaag (Standort) | Siedlung der Münchshöfener Gruppe und der Metallzeiten, unter anderem der Bronzezeit. | D-2-7540-0079 |      |

### Bodendenkmäler in der Gemarkung Seyboldsdorf
| Lage                    | Objekt | Akten-Nr.     | Bild |
| ----------------------- | --- | ------------- | ---- |
| Seyboldsdorf (Standort) | Verebneter Kreisgraben vor- und frühgeschichtlicher Zeitstellung. | D-2-7539-0080 |      |
| Seyboldsdorf (Standort) | Siedlung vor- und frühgeschichtlicher Zeitstellung. | D-2-7539-0083 |      |
| Seyboldsdorf (Standort) | Untertägige frühneuzeitliche Befunde im Bereich der Katholischen Kirche St. Michael in Giersdorf, darunter Spuren von Vorgängerbauten bzw. älterer Bauphasen. Siehe auch: St. Michael (Giersdorf)                                                                       | D-2-7539-0162 |      |
| Seyboldsdorf (Standort) | Siedlung vorgeschichtlicher und neolithischer Zeitstellung, unter anderem der Altheimer Gruppe, sowie der Latènezeit, der karolingisch-ottonischen Zeit und des Hochmittelalters.                                                                                       | D-2-7540-0091 |      |
| Seyboldsdorf (Standort) | Siedlung des Mittelneolithikums, unter anderem der Gruppe Oberlauterbach, der Münchshöfener Gruppe und des Mittelalters. | D-2-7540-0092 |      |
| Seyboldsdorf (Standort) | Siedlung vorgeschichtlicher Zeitstellung. | D-2-7540-0093 |      |
| Seyboldsdorf (Standort) | Verebneter Burgstall des Mittelalters. | D-2-7540-0094 |      |
| Seyboldsdorf (Standort) | Verebnete Grabhügel mit Kreisgräben vorgeschichtlicher Zeitstellung. Siedlung vorgeschichtlicher und neolithischer Zeitstellung, unter anderem der Münchshöfener Gruppe.                                                                                                | D-2-7540-0095 |      |
| Seyboldsdorf (Standort) | Untertägige mittelalterliche und frühneuzeitliche Befunde im Bereich des abgegangenen Hofmarksschlosses von Geratspoint, darunter Spuren von Nebengebäuden, Vorgängerbauten bzw. älterer Bauphasen. Siedlung vor- und frühgeschichtlicher Zeitstellung.                 | D-2-7540-0096 |      |
| Seyboldsdorf (Standort) | Siedlung vorgeschichtlicher Zeitstellung, wohl des Neolithikums. | D-2-7540-0097 |      |
| Seyboldsdorf (Standort) | Wallanlage vor- und frühgeschichtlicher Zeitstellung. | D-2-7540-0104 |      |
| Seyboldsdorf (Standort) | Siedlung vor- und frühgeschichtlicher Zeitstellung. | D-2-7540-0110 |      |
| Seyboldsdorf (Standort) | Untertägige frühneuzeitliche Befunde im Bereich der Katholischen Kirche St. Georg in Geiselsdorf, darunter Spuren von Vorgängerbauten bzw. älterer Bauphasen. Siehe auch: St. Georg (Geiselsdorf)                                                                       | D-2-7540-0213 |      |
| Seyboldsdorf (Standort) | Untertägige mittelalterliche und frühneuzeitliche Befunde im Bereich der Katholischen Pfarrkirche St. Johann Baptist und Johann Evangelist und ihrer Vorgängerbauten in Seyboldsdorf. Siehe auch: St. Johann (Seyboldsdorf)                                             | D-2-7540-0219 |      |
| Seyboldsdorf (Standort) | Untertägige mittelalterliche und frühneuzeitliche Befunde im Bereich des abgegangenen mittelalterlichen Burgstalles und Hofmarksschlosses von Seyboldsdorf, darunter Spuren von Nebengebäuden, Vorgängerbauten bzw. älterer Bauphasen. Siehe auch: Schloss Seyboldsdorf | D-2-7540-0220 |      |
| Seyboldsdorf (Standort) | Siedlung vorgeschichtlicher und neolithischer Zeitstellung. | D-2-7540-0251 |      |

### Bodendenkmäler in der Gemarkung Vilsbiburg
| Lage                  | Objekt | Akten-Nr.     | Bild |
| --------------------- | --- | ------------- | ---- |
| Vilsbiburg (Standort) | Siedlung vorgeschichtlicher Zeitstellung, unter anderem der Altheimer Kultur. | D-2-7540-0099 |      |
| Vilsbiburg (Standort) | Untertägige mittelalterliche und frühneuzeitliche Befunde im Bereich der Katholischen Spitalkirche Hl. Dreifaltigkeit und ihrer Vorgängerbauten in Vilsbiburg.                                                                                               | D-2-7540-0124 |      |
| Vilsbiburg (Standort) | Untertägige mittelalterliche und frühneuzeitliche Befunde im Bereich der historischen Kernstadt von Vilsbiburg. | D-2-7540-0137 |      |
| Vilsbiburg (Standort) | Untertägige mittelalterliche und frühneuzeitliche Befunde im Bereich der historischen Vorstadt Obere Stadt von Vilsbiburg. | D-2-7540-0138 |      |
| Vilsbiburg (Standort) | Untertägige mittelalterliche und frühneuzeitliche Befunde im Bereich des historischen Unteren Vormarktes von Vilsbiburg. | D-2-7540-0199 |      |
| Vilsbiburg (Standort) | Untertägige Befunde der mittelalterlichen Stadtbefestigung von Vilsbiburg. | D-2-7540-0200 |      |
| Vilsbiburg (Standort) | Untertägige Befunde im Bereich des mittelalterlichen Stadttores Oberes Tor von Vilsbiburg, darunter Spuren von Vorgängerbauten bzw. älterer Bauphasen. | D-2-7540-0201 |      |
| Vilsbiburg (Standort) | Untertägige mittelalterliche und frühneuzeitliche Befunde im Bereich des abgegangenen Stadttores Unteres Tor in Vilsbiburg, darunter Spuren von Vorgängerbauten bzw. älterer Bauphasen.                                                                      | D-2-7540-0202 |      |
| Vilsbiburg (Standort) | Untertägige mittelalterliche und frühneuzeitliche Befunde im Bereich der Katholischen Pfarrkirche Mariä Himmelfahrt mit zugehörigem ummauerten Friedhof und ihrer Vorgängerbauten in Vilsbiburg. Siehe auch: Stadtpfarrkirche Mariä Himmelfahrt (Vilsbiburg) | D-2-7540-0203 |      |
| Vilsbiburg (Standort) | Untertägige frühneuzeitliche Befunde im Bereich der Katholischen Wallfahrtskirche Maria Hilf und ihrer Vorgängerbauten in Vilsbiburg. Siehe auch: Wallfahrtskirche Maria Hilf (Vilsbiburg)                                                                   | D-2-7540-0204 |      |
| Vilsbiburg (Standort) | Siedlung des Mittel- und Jungneolithikums. | D-2-7540-0253 |      |

### Bodendenkmäler in der Gemarkung Wolferding
| Lage                  | Objekt | Akten-Nr.     | Bild |
| --------------------- | --- | ------------- | ---- |
| Wolferding (Standort) | Untertägige mittelalterliche und frühneuzeitliche Befunde im Bereich der Katholischen Kirche St. Johannes und ihrer Vorgängerbauten in Johanneskirchen. Siehe auch: St. Johann Baptist (Johanneskirchen, Vilsbiburg)   | D-2-7539-0167 |      |
| Wolferding (Standort) | Verebnetes Grabenwerk vor- und frühgeschichtlicher Zeitstellung. | D-2-7540-0102 |      |
| Wolferding (Standort) | Siedlung vor- und frühgeschichtlicher Zeitstellung. | D-2-7540-0109 |      |
| Wolferding (Standort) | Untertägige mittelalterliche und frühneuzeitliche Befunde im Bereich der Katholischen Kirche St. Ulrich und Margaretha und ihrer Vorgängerbauten in Oberenglberg. Siehe auch: St. Ulrich und Margaretha (Oberenglberg) | D-2-7540-0217 |      |
| Wolferding (Standort) | Untertägige mittelalterliche und frühneuzeitliche Befunde im Bereich der Katholischen Kirche St. Georg und Martin und ihrer Vorgängerbauten in Wolferding. Siehe auch: St. Georg und Martin (Wolferding)               | D-2-7540-0224 |      |
| Wolferding (Standort) | Siedlung vor- und frühgeschichtlicher Zeitstellung. | D-2-7540-0238 |      |
| Wolferding (Standort) | Untertägige mittelalterliche und frühneuzeitliche Befunde im Bereich der Katholischen Kirche St. Stephan und ihrer Vorgängerbauten in Kirchstetten. Siehe auch: St. Stephan (Kirchstetten)                             | D-2-7640-0030 |      |